# Neoeburnella avocalis
Neoeburnella avocalis là một loài nhện trong họ Linyphiidae.
Loài này thuộc chi Neoeburnella. Neoeburnella avocalis được Rudy Jocqué & Robert Bosmans miêu tả năm 1983.